# 科学革命
科学革命（かがくかくめい、英: Scientific Revolution、scientific revolution）と日本語訳される概念には、次の2つがある。
固有名詞としての科学革命（バターフィールドの科学革命）
歴史学者ハーバート・バターフィールドが1949年に考案した時代区分の名称で、ニコラウス・コペルニクス、ヨハネス・ケプラー、ガリレオ・ガリレイ、アイザック・ニュートンらによる科学の大きな変革と、科学哲学上の変化を称する。しばしば「17世紀科学革命」と呼称される。
一般名詞としての科学革命（クーンの科学革命）
トーマス・クーンがバターフィールドの科学革命を拡張した概念で、いわゆる「パラダイム転換」一般を指す。

## バターフィールドの科学革命
イギリスの科学史家H.バターフィールドが提唱した「科学革命は、主に17世紀に生じた科学の大規模な変革を指す固有名詞である。バターフィールドは、1949年の著作『近代科学の誕生』The Origins of Modern Science において、近代を画する時代区分点として、従来のルネサンスや宗教改革よりも、17世紀の近代科学の成立という事象をあて、これを産業革命にならって「科学革命」と呼称した。
バターフィールドには、従来の歴史観があまりにもヨーロッパ中心的であり、歴史の実情からは遠いという反省があった。彼は、17世紀に近代科学が出現するまでのヨーロッパ文明は、世界史の中で必ずしも指導的な立場にはなかったという論点に立ったのである。
この時期に起こった明確な科学の変革はまず、従来の宇宙体系の変革にあった。それ以前の天動説に立った宇宙観が捨てられ、地動説への転換がなされたのである。これにもとづけば、科学革命の中心的な担い手はポーランドのコペルニクス、ドイツのケプラー、イタリアのガリレイ、イングランドのニュートンの4名であった。地動説は、単に惑星位置の計算方法の変更にとどまらず、当時の宇宙観そのものの転換に大きな影響を与えた。また、ガリレイによる自由落下運動の法則などの力学的な発見は、従来の目的論的自然観（物体がそれぞれの目的に向かって運動するというアリストテレス的な自然観）に変更をせまるものであり、万有引力の発見などをはじめとするニュートン力学の発表は、近代的な機械論的自然観の提唱につながり、また、これまで地上のものと天上のものとを二分してきたキリスト教的世界観をくつがえした一方、多くの技術革新を導き、18世紀における蒸気機関の開発、さらには産業革命へとつながった。
誰にでも再現可能な方法、すなわち実験や観察によって自説の正しさを証明するという方法が採用されはじめたのもまた、この時代からであった。それ以前は、経験知を軽視して純論理的な哲学的真理が追究され、科学的な証明方法は充分に確立されていなかった。ガリレイは、その著作のなかで実際に球を転がし、振り子を往復させた結果を記述し、読者に再現可能な実験の方法と結果を提示することによって自説の正しさを証明した。また、ケプラーはルドルフ星表を作り、天動説よりも地動説の方が、より精密に惑星の運行を計算できることを明示した。これらの手法は哲学にも大きな影響を与え、科学哲学の成立を促した。
バターフィールドは、『近代科学の誕生』のなかで「この革命（科学革命）は近代世界と近代精神の真の生みの親として大きく浮かび上がってきた」と述べ、科学革命の意義と歴史的重要性を説いたのである。

### バターフィールドへの批判
バターフィールドの説が発表されると、それをめぐる議論が起こった。近代科学の成立を新しい時代の画期とすることに賛同しない立場からの意見は、「科学革命」の意義は認めるが、「科学革命」の歴史全体への評価は受け入れられないというものが多かった。そのため、後述のトマス・クーンによる「科学革命」と区別する際、日本語では「バターフィールドの科学革命」という表記ではなく、「17世紀科学革命」と表記されることが多い。

### 第二次科学革命
バターフィールドの所論を拡張し、18世紀の産業革命期における、蒸気機関などの科学技術の発展とそれが産業や社会に果たした役割を評価して、特に「第二次科学革命」または「18世紀科学革命」と呼ぶことがある。

## クーンの科学革命
アメリカの科学史家トーマス・クーンの「科学革命」は、英語では綴りが小文字であり、しばしば複数形が使用されることからも察せられるように、普通名詞であり、バターフィールドの「科学革命」よりも広い意味で使用される。クーンは、1962年、『科学革命の構造』The Structure of Scientific Revolutions を著し、科学は「通常科学」と「科学革命」より構成されると主張、特定の科学者集団が奉じるパラダイム（一定の期間その集団の科学者に、問いと答えの範型を与える古典的な業績）にしたがって「通常科学」の研究がおこなわれるが、その過程で変則性が顕現するにいたって当該パラダイムに危機が生じ、ついに「科学革命」がなされて、別のパラダイムが生み出され、それと交代する事実があることを指摘した。すなわち、科学者は一定の発想、前提、枠組み、ルールなどにしたがって研究を進め、できるだけその枠内で問題解決を図る傾向にあるものの、このような試みが行きづまると、枠組み自体が疑われることになり、混乱期を経て思考の枠組みの大幅な変更が起こることになる。これをクーンは「科学革命」と称し、しばしば「パラダイムシフト」（パラダイム転換、パラダイムチェンジ）と言い換えられる。クーンによれば、こうした「科学革命」は歴史上何度も起き、また、現在も起こりつつある。クーンによれば、天動説が地動説に転換したできごとだけではなく、ニュートンの力学体系が行きづまってアルベルト・アインシュタインの相対性理論が生みだされたという事象や経緯もまた「科学革命」のひとつに数えられる。また、新旧パラダイムは根本的な前提やものの見方において大きく異なるために、共通の指標や約束事をもたず、たとえば同じ用語を用いても意味と内容が異なっていたり、相互に共約が不可能である。これを、クーンは「共約不可能性」（incommensurability ）と述べた。
従来、科学はただ累積的に一方向にむけて進歩すると考えられていたが、クーンの言説は、「科学革命」によって研究の路線の方向性そのものが変化しうるものであることを提示しており、一般思想界にも強い影響を与えた。